# Перевозский (городской округ)
Город Перевоз или городской округ Перевозский — административно-территориальное образование и муниципальное образование со статусом городского округа в юго-восточной части Нижегородской области России. До 2017 года составлял Перевозский район.
Административный центр — город Перевоз.

## География
Перевозский городской округ (город областного подчинения Перевоз) граничит на севере с Дальнеконстантиновским и Большемурашкинским, на западе и юго-западе — с Вадским, на востоке и юго-востоке — с Бутурлинским, на юге — с Шатковским  муниципальными округами (районами).
В 120 километрах к северо-западу находится областной центр — город Нижний Новгород.

## История
Перевозский район в ныне существующих границах образован постановлением президиума ВЦИК РСФСР от 25 января 1935 года. Он является аграрным районом Нижегородской области.
История земель района уходит в далекое прошлое. По старинным преданиям известно, что в 1377 году на реке Пьяне около Перевоза произошло известное Пьяное побоище — битва с татарами. Здесь проходили войска Ивана Грозного, участвующие в походе на Казань. К концу XVIII века поселение Пьянский Перевоз стало настолько крупным, что ему присваивается звание заштатного города. Жители занимались исключительно земледелием и вязанием сетей для каспийских рыболовных промыслов.

## Население
| 1939    | 1959    | 1970    | 1979    | 1989    | 2002    | 2003    | 2008    | 2009    |
| ------- | ------- | ------- | ------- | ------- | ------- | ------- | ------- | ------- |
| 34 862  | ↘24 338 | ↘18 462 | ↘16 146 | ↗17 146 | ↗18 024 | ↘18 020 | ↘16 698 | ↘16 463 |
| 2010    | 2011    | 2012    | 2013    | 2014    | 2015    | 2016    | 2017    | 2018    |
| ↗16 519 | ↘16 458 | ↘16 225 | ↘16 104 | ↗16 155 | ↘15 975 | ↗16 094 | ↘15 943 | ↘15 776 |
| 2019    | 2020    | 2021    |         |         |         |         |         |         |
| ↘15 620 | ↘15 455 | ↗16 336 |         |         |         |         |         |         |

### Урбанизация
Городское население (город Перевоз) составляет 55,09 % от всего населения городского округа (бывшего района).

### Национальный состав
- русские — 95,1 %,
- чуваши — 2,4 %,
- украинцы — 0,4 %,
- татары — 0,6 %,
- езиды — 0,5 %,
- мордва — 0,4 %,
- марийцы — 0,3 %,
- белорусы — 0,1 %,
- прочие — 0,7 %.

## Административно-территориальное деление
Город областного значения Перевоз включает 1 город и 7 сельсоветов. Это административно-территориальное устройство было унаследовано в 2017 году от Перевозского района.
| № | Административно- территориальное образование | Административный центр     | Количество населённых пунктов | Население | Площадь, км2 |
| - | -------------------------------------------- | -------------------------- | ----------------------------- | --------- | ------------ |
| 1 | город Перевоз                                | город Перевоз              | 2                             | ↘9127     | 6,63         |
| 2 | Дзержинский сельсовет                        | посёлок имени Дзержинского | 6                             | ↘546      | 92,55        |
| 3 | Дубской сельсовет                            | село Дубское               | 4                             | ↘1044     | 91,53        |
| 4 | Ичалковский сельсовет                        | село Ичалки                | 7                             | ↘909      | 113,08       |
| 5 | Палецкий сельсовет                           | село Палец                 | 9                             | ↘521      | 107,85       |
| 6 | Танайковский сельсовет                       | село Танайково             | 12                            | ↗1192     | 116,00       |
| 7 | Тилининский сельсовет                        | село Тилинино              | 5                             | ↗1050     | 94,10        |
| 8 | Центральный сельсовет                        | посёлок Центральный        | 8                             | ↘1554     | 147,42       |

К 2004 году на территории Перевозского района выделялись 1 город районного значения и 7 сельсоветов. В рамках организации местного самоуправления в 2004—2017 гг. в существовавший в этот период Перевозский муниципальный район входили соответственно 8 муниципальных образований, в том числе 1 городское поселение и 7 сельских поселений Законом Нижегородской области от 31 мая 2017 года муниципальный район и все входившие в его состав поселения были упразднены и объединены в городской округ Перевозский.

## Населённые пункты
К городу областного значения Перевозу (Перевозскому городскому округу) относятся 53 населённых пункта, в том числе город и 52 сельских населённых пункта.
| №  | Населённый пункт   | Тип     | Население | Административно- территориальное образование |
| -- | ------------------ | ------- | --------- | -------------------------------------------- |
| 1  | Перевоз            | город   | ↗8999     | город Перевоз                                |
| 2  | Балахна            | деревня | ↘23       | Ичалковский сельсовет                        |
| 3  | Беляниха           | деревня | ↘64       | Танайковский сельсовет                       |
| 4  | Большие Кемары     | село    | ↘252      | Дубской сельсовет                            |
| 5  | Борок              | посёлок | ↘83       | Танайковский сельсовет                       |
| 6  | Вельдеманово       | село    | ↘424      | Центральный сельсовет                        |
| 7  | Выжлеи             | село    | ↘11       | Центральный сельсовет                        |
| 8  | Вязовка            | деревня | →4        | Палецкий сельсовет                           |
| 9  | Гари               | посёлок | →0        | Палецкий сельсовет                           |
| 10 | Горышкино          | село    | ↗20       | Тилининский сельсовет                        |
| 11 | Гридино            | село    | ↘51       | Танайковский сельсовет                       |
| 12 | Дубки              | деревня | ↘4        | Палецкий сельсовет                           |
| 13 | Дубское            | село    | ↘664      | Дубской сельсовет                            |
| 14 | Заключная          | деревня | ↘47       | Центральный сельсовет                        |
| 15 | Зеленуха           | посёлок | →0        | Палецкий сельсовет                           |
| 16 | Зименки            | посёлок | ↘11       | Центральный сельсовет                        |
| 17 | Имени Дзержинского | посёлок | ↘296      | Дзержинский сельсовет                        |
| 18 | Ичалки             | село    | ↘757      | Ичалковский сельсовет                        |
| 19 | Каменка            | деревня | ↘229      | Палецкий сельсовет                           |
| 20 | Карташиха          | деревня | ↘82       | Танайковский сельсовет                       |
| 21 | Киселиха           | деревня | ↘39       | Танайковский сельсовет                       |
| 22 | Ковалево           | деревня | ↗56       | Тилининский сельсовет                        |
| 23 | Козловка           | деревня | ↗24       | Ичалковский сельсовет                        |
| 24 | Коноплянка         | деревня | ↗231      | Центральный сельсовет                        |
| 25 | Корсаково          | село    | ↘76       | Ичалковский сельсовет                        |
| 26 | Красная Горка      | посёлок | ↘6        | Ичалковский сельсовет                        |
| 27 | Крутое             | деревня | ↘23       | Палецкий сельсовет                           |
| 28 | Малые Кемары       | деревня | ↘7        | Дубской сельсовет                            |
| 29 | Мармыжи            | село    | →0        | Дзержинский сельсовет                        |
| 30 | Медведково         | деревня | ↘12       | Танайковский сельсовет                       |
| 31 | Нерослиха          | деревня | →0        | Танайковский сельсовет                       |
| 32 | Новый Путь         | посёлок | ↘36       | Дзержинский сельсовет                        |
| 33 | Орлово             | деревня | ↘13       | Танайковский сельсовет                       |
| 34 | Павловка           | деревня | ↘44       | Палецкий сельсовет                           |
| 35 | Палец              | село    | ↘283      | Палецкий сельсовет                           |
| 36 | Пилекшево          | село    | ↘24       | Ичалковский сельсовет                        |
| 37 | Поляна             | село    | ↘165      | Центральный сельсовет                        |
| 38 | Ревезень           | село    | ↘300      | Дзержинский сельсовет                        |
| 39 | Селищи             | деревня | ↗92       | Центральный сельсовет                        |
| 40 | Сквозново          | деревня | ↘29       | Танайковский сельсовет                       |
| 41 | Смородиха          | посёлок | ↘11       | Дзержинский сельсовет                        |
| 42 | Сунеево            | село    | ↘90       | Ичалковский сельсовет                        |
| 43 | Танайково          | село    | ↘461      | Танайковский сельсовет                       |
| 44 | Тилинино           | село    | ↘496      | Тилининский сельсовет                        |
| 45 | Фатьянково         | деревня | ↘4        | Танайковский сельсовет                       |
| 46 | Центральный        | посёлок | ↘587      | Центральный сельсовет                        |
| 47 | Чепас              | деревня | ↘136      | Дубской сельсовет                            |
| 48 | Чергать            | деревня | ↘199      | Городское поселение город Перевоз            |
| 49 | Шершово            | село    | ↘140      | Тилининский сельсовет                        |
| 50 | Шильниково         | посёлок | ↗3        | Дзержинский сельсовет                        |
| 51 | Широкий            | посёлок | ↘3        | Палецкий сельсовет                           |
| 52 | Шпилево            | село    | ↘308      | Танайковский сельсовет                       |
| 53 | Ягодное            | село    | ↘389      | Тилининский сельсовет                        |

### Упразднённые населённые пункты
- деревня Владимировка[24].

## Экономика района
Промышленность
| № п/п | Наименование предприятий                       | Основной вид деятельности                                                            |
| 1.    | МУП «Ичалковская ГЭС»                          | Выработка электроэнергии                                                             |
| 2.    | Филиал райпотребсоюза «Перевозский хлебозавод» | Производство хлебобулочных, макаронных изделий, производство безалкогольных напитков |
| 3.    | ГУП «Комбикормовый завод ГЖД»                  | Комбикорма, мука                                                                     |
| 4.    | ООО «Крона»                                    | Ликероводочная продукция                                                             |
| 5.    | ООО «Ичалковский карьер»                       | Щебень                                                                               |

Сельское хозяйство
Перевозский район является сельскохозяйственным районом. Основная часть населения района занята в сельском хозяйстве. Основное направление деятельности мясо-молочное животноводство. В процессе интеграции в районе создана агрофирма «Перевозская», которая объединяет 8 хозяйств:
- СП «Правда» (село Тилинино),
- СП «Возрождение» (село Шпилево),
- СП «Палецкое» (село Палец),
- СП «Первое мая» (село Каменка),
- СП «Кемары» (село Большие Кемары).
- СП «Вельдеманово» (село Вельдеманово),
- СП «Сунеевское»,
- СП «Перевозский».

Кроме агрофирмы на территории района функционируют:
- СПК «Новая жизнь» (село Танайково),
- СПК «Ягодное» (село Ягодное),
- артель «Самородок» (село Дубское),
- ООО «Пилекшево» (село Пилекшево),
- ООО «Сельскохозяйственное предприятие „Дзержинский“» (совхоз им. Дзержинского),
- учхоз «Ревезень» (село Ревезень),
- АПП им Кирова (село Ичалки),
- агроплемконезавод «Перевозский» (посёлок Центральный).

Ресурсы
13 % территории района занимают леса. Почвы района на большей части территории серые лесные и различные по механическому составу. В северной и центральной частях района преобладают средне- и легкосуглинистые, на юге — глинистые и тяжелосуглинистые.
В районе имеются запасы гипса и ангидрита объёмом более 10 000 000 м³.
Ичалковское промышленное месторождение. Нижегородский гипс характеризуется высоким качеством, с успехом используется перерабатывающими предприятиями в производстве стройматериалов, портландцемента и другой продукции. Район располагает запасами глин для строительной керамики более 2 000 000 м³ и промышленными запасами карбонатных пород.
Перевозский район расположен в Пьянско-Сурском возвышенном степном крае зоны лесостепного правобережья Нижегородской области. Общая площадь лесов составляет 9 790 гектар. Лесистость района (отношение площади лесных земель к общей площади района) составляет около 13 %. Запасы древесины по основным лесообразующим породам равны 108 730 м³, из них: хвойные (сосна, ель, лиственница) — 13 480 м³, твердолиственные (дуб, ясень, клён) — 28 790 м³, мягколиственные деревья — 66 460 м³ .
Основной рекой района является Пьяна. Река чрезвычайно извилиста, отсюда название. Река дважды пересекает район: в южной части района (на запад от истока) и в центральной (на восток к устью). Ширина реки в верхнем течении 10-25 метров, в среднем 40-50 метров. Глубина не более 2-3 метров.
Транспорт
Перевозский район отличается удобством транспортных связей. Район пересекает железнодорожная линия Москва — Екатеринбург. С городом Нижний Новгородом район связан несколькими автомобильными дорогами. В 60 километрах от города Перевоза проходит автомобильная дорога федерального значения М7 «Волга».

## Культура и образование
В системе образования района работают 5 средних школ, 7 основных, 2 начальные, 1 коррекционная, 2 школы-сада, 1 детский дом, 1 социально-реабилитационный центр, 18 ДОУ, центр детского творчества, оздоровительный лагерь «Борок». В дневных общеобразовательных школах района обучается 2 464 человек Число воспитанников в детском доме — 27 человек.
Кроме того, в городе Перевозе действует строительный колледж, в котором обучается 807 студентов.
Так же в городе функционирует гуманитарно-технологический колледж.

### Культура и спорт
Сеть клубных и библиотечных учреждений представлена 12 сельскими домами культуры, 4 сельскими клубами, центральной и 15 сельскими библиотеками, районным дворцом культуры, детской школой искусств.
В центральной библиотечной системе зарегистрировано 12000 человек пользователей. Книжный фонд библиотек района составляет 146200 экземпляров. Более 20 лет действует Перевозская телестудия «Штрих». В 2003 году в Перевозе открыт краеведческий музей. В южной части района находится заповедник «Ичалковский бор», знаменитый уникальной природой и карстовыми пещерами.

## Лечебные учреждения
Сеть учреждений здравоохранения состоит из центральной районной больницы, поликлиники на 175 посещений в смену, 17 учреждений фельдшерско-акушерской амбулаторной помощи и врачебной амбулатории в селе Дубском на 50 посещений в смену. Численность врачей всех специальностей составляет 31 человек, среднего медицинского персонала — 111 человек.